# Euploea daatensis
Euploea daatensis är en fjärilsart som beskrevs av Moore 1883. Euploea daatensis ingår i släktet Euploea och familjen praktfjärilar. Inga underarter finns listade i Catalogue of Life.